# Marie Kahle-Kessler
Marie Kahle-Kessler (geb. Kessler auch Keßler; * 17. November 1844 in Weißenfels; † 10. August 1896 in Berchtesgaden) war eine deutsche Schauspielerin.

## Leben

### Familie
Marie Kahle-Kessler war die Tochter des Schauspielers Albert Kessler; ihr jüngerer Bruder war der spätere Schauspieler und Präsident der Genossenschaft Deutscher Bühnen-Angehöriger Oscar Kessler (* 9. März 1846 in Detmold;  † 6. März 1923 in Berlin).
Am 20. Juni 1880 heiratete sie auf Helgoland den Schauspieler Richard Kahle; an dem anschließenden Dinner nahm unter anderem auch der Gouverneur von Helgoland Henry Berkeley Fitzhardinge Maxse teil.
Seit 1895 bewohnte das kinderlose Ehepaar ihre Villa im Grunewald in der Wernerstr. 13.
Sie verstarb während eines Genesungsaufenthaltes in Berchtesgaden und wurde auf dem Luisenstädtischen Friedhof in Berlin beigesetzt.

### Werdegang
Unter Anleitung ihres Vaters begann Marie Kahle-Kessler 1859 in Flensburg ihre schauspielerische Laufbahn.
Sie war von 1860 bis 1864 am Hoftheater (siehe Niedersächsisches Staatstheater Hannover) in Hannover und wurde dort durch Carl Devrient künstlerisch gefördert, bevor sie von 1864 bis 1866 ein Engagement am Deutschen Landestheater (siehe Ständetheater) in Prag erhielt. In Prag wurde sie von Friedrike Herbst (1803–1866) weiter dramaturgisch ausgebildet. Bis zu ihrem Engagement in Berlin gastierte sie in St. Petersburg, Stettin und Halle.
Am 29. Januar 1866 hatte sie erstmalig als bezähmte Widerspenstige in Der Widerspenstigen Zähmung von William Shakespeare ihren Auftritt im königlichen Schauspielhaus in Berlin, in dem sie bis zu ihrer Pensionierung auftrat. Weitere Rollen hatte sie später noch als Adelheid Runeck in Die Journalisten von Gustav Freytag und als Alwine in Der Störenfried von Roderich Benedix.
Von 1866 bis 1876 trat sie als jugendliche Liebhaberin, unter anderem im April 1868 als Ariadne in dem Stück Phädra des Prinzen Georg von Preußen, von 1876 bis 1886 als Salondame, unter anderem als Magdalena in Maria und Magdalena von Paul Lindau, und von 1886 bis 1896 als humoristische Mutter auf und folgte damit der 1886 verstorbenen Minona Frieb-Blumauer.
Bis zu ihrem 25-jährigen Dienstjubiläum am Schauspielhaus spielte sie in 215 verschiedenen Rollen.
Von 1888 bis 1895 war sie als Schauspielerin Teil des Hofes von Kaiser Wilhelm II. und verkehrte privat unter anderem mit Theodor Fontane.
Sie beendete ihre schauspielerische Karriere als Herzogin in dem Lustspiel Die Welt, in der man sich langweilt von Édouard Pailleron.
Am 1. Mai 1896 wurde sie auf eigenen Wunsch pensioniert und bei dieser Gelegenheit zum Ehrenmitglied des königlichen Schauspielhauses ernannt.
Ihren Nachruf verfasste der Theaterkritiker Paul Schlenther.